# 大塚裕土
大塚 裕土（おおつか ゆうと、1987年〈昭和62年〉8月23日 - ）は、日本のプロバスケットボール選手。北海道名寄市出身。ポジションはシューティングガード。B1・アルティーリ千葉に所属している。

## 経歴
北海道名寄市に生まれ、東海大四高校から東海大学に進学。3ポイントシュートを武器に4年次にAチームに昇格し、同期の古川孝敏、鮫島宗一郎らと共に2009年全日本大学バスケットボール選手権大会4位の成績を残し、全日本総合バスケットボール選手権大会出場を果たした。
卒業後の2010年、JBLのリンク栃木ブレックスと契約を結び、ブレックスの下部組織であるJBL2のTGI D-RISEで2012年までプレーした。この間大塚は2シーズン連続で3ポイント成功率ランキング2位に入った。
JBL2シーズン終了後の2012年6月に、bjリーグの宮崎シャイニングサンズにドラフト1巡目指名され、入団。レギュラーシーズン52試合中50試合に出場し、得意の3ポイントシュートは、共にチームトップである試投数341、成功数114本記録。さらにチーム内2位となる出場時間1642分、平均得点12.6点の記録を残した。しかしチームは西地区最下位に沈み、さらに経営難のためこのシーズン限りの休会と2014年のbjリーグ退会を余儀なくされたため、大塚は自由契約扱いとなり、2013年6月に秋田ノーザンハピネッツへ移籍した。
秋田では3シーズンを過ごし、「王子」と称され人気を博した。2016年、日立サンロッカーズ東京・渋谷に移籍したが、1シーズンでSR渋谷を退団。2017年6月28日に富山グラウジーズへ移籍する。富山で2シーズンを過ごした後、川崎ブレイブサンダースに移籍。2021年B3.LEAGUEのアルティーリ千葉へ移籍、参入1年目にしてB2昇格を達成。チーム創設時よりキャプテンとして精神的にも引っ張る。

## 個人成績
| シーズン | チーム | GP | GS | MPG | FG%   | 3P%   | FT%   | RPG | APG | SPG | BPG | TO  | PPG  |
| -------- | ------ | -- | -- | --- | ----- | ----- | ----- | --- | --- | --- | --- | --- | ---- |
| 2010-11  | TGI    |    |    |     |       |       |       |     |     |     |     |     |      |
| 2011-12  | TGI    | 27 | 19 | 27  | 40.3% | 38.5% | 81.8% | 2.7 | 0.5 | 0.6 | 0.4 | 0.6 | 9.4  |
| 2012-13  | 宮崎   | 50 | 47 | 33  | 35.6% | 33.7% | 71.0% | 1.0 | 1.4 | 0.7 | 0.1 | 1.4 | 12.6 |
| 2013-14  | 秋田   | 52 | 51 | 26  | 38.9% | 36.1% | 75.8% | 1.4 | 0.7 | 0.4 | 0.1 | 0.4 | 8.2  |
| 2014-15  | 秋田   |    |    |     |       |       |       |     |     |     |     |     |      |
| 2015-16  | 秋田   |    |    |     |       |       |       |     |     |     |     |     |      |
| 2016-17  | 渋谷   |    |    |     |       |       |       |     |     |     |     |     |      |
| 2017-18  | 富山   |    |    |     |       |       |       |     |     |     |     |     |      |
| 2018-19  | 富山   |    |    |     |       |       |       |     |     |     |     |     |      |
| 2019-20  | 川崎   |    |    |     |       |       |       |     |     |     |     |     |      |
| 2020-21  | 川崎   |    |    |     |       |       |       |     |     |     |     |     |      |
| 合計     |        |    |    |     |       |       |       |     |     |     |     |     |      |